# Lakkojanahalli, Ramanagara
Lakkojanahalli là một làng thuộc tehsil Ramanagara, huyện Ramanagara, bang Karnataka, Ấn Độ.